# David Estrada
David Estrada (Morelia, 4 februari 1988) is een Mexicaans-Amerikaans voetballer. In 2015 tekende hij een contract bij Sacramento Republic FC uit de USL.

## Clubcarrière
Estrada werd als elfde gekozen in de MLS SuperDraft 2010 door Seattle Sounders. Hij maakte zijn debuut op 3 april 2010 tegen New York Red Bulls. Op 17 maart 2012 maakte Estrada een hattrick in een competitiewedstrijd tegen Toronto FC.
Op 7 augustus 2014 verruilde Estrada Seattle Sounders voor DC United. Hij maakte zijn debuut twee dagen later tegen Real Salt Lake. Nadat hij in februari van 2015 DC United verliet ging hij op stage bij het Noorse Stabæk. Toen die stage op niets uitliep tekende hij op 20 maart 2015 bij Sacramento Republic FC.